# 莫勒爾 (內布拉斯加州)
莫勒爾（英語：Morrill）是位於美國內布拉斯加州斯科茨布拉夫縣的村。

## 人口
根據2020年美國人口普查的數據，莫勒爾的面積為1.58平方千米，皆為陸地。當地共有人口934人，而人口密度為每平方千米591人。